# Síndrome de Roemheld
El síndrome de Roemheld (también llamado síndrome de Roemheld-Techlenburg-Ceconi) es un síndrome que fue descrito por primera vez en la primera mitad del siglo XX por el médico alemán Ludwig Roemheld (1871–1938) y consiste en problemas cardíacos originados por la presión que ejercen los órganos digestivos sobre el corazón, a través del diafragma. Los ataques suelen producirse cuando se acumulan gases intestinales o se ha ingerido una comida demasiado abundante. Normalmente los síntomas observados no están relacionados con una enfermedad coronaria.

## Síntomas
Entre otros los sínstomas siguientes son frecuentes:
- Ansiedad
- Arritmias
- Disnea
- Dolores parecidos a los relacionados con angina de pecho
- Extrasístoles
- Palpitaciones
- Sofocos
- Taquicardia
- Vértigo

## Causas comunes
- Hernia de hiato
- Enfermedades del aparato digestivo

## Terapia
- Reducción del sobrepeso
- Ejercicio físico para reforzar la musculatura del diafragma
- Reducción de los gases intestinales
- Comidas poco copiosas